# Strzelec Janowa Dolina
Strzelec Janowa Dolina – polski klub piłkarski z siedzibą w Janowej Dolinie (obecnie Bazaltowe na Ukrainie). Rozwiązany podczas II wojny światowej.

## Historia
Piłkarska drużyna Strzelec została założona w Janowej Dolinie w latach 30. XX wieku. Występował w rozgrywkach polskiej okręgowej ligi Wołyń - Klasa A.
W sezonie 1936/1937 zdobył mistrzostwo wołyńskiego OZPN.
W 1939 roku w rywalizacji o I ligę Państwową z pierwszą drużyną grupy lubelskiej Unią Lublin (0-0, 1-5), grupy podkarpackiej Resovią Rzeszów (2-1, 1-2) oraz grupy stanisławowskiej Rewerą Stanisławów (3-1, 1-1) niestety okazali się przegranymi. Klub zajął tylko 3 miejsce w grupie południowo-wschodniej.
We wrześniu 1939, kiedy wybuchła II wojna światowa, klub przestał istnieć.

## Sukcesy
- mistrz Wołyńskiego OZPN: 1937